# Pistolet stylo Stinger
Le Pistolet stylo Stinger ou le Stinger T1E1 est une arme de calibre 22lr.

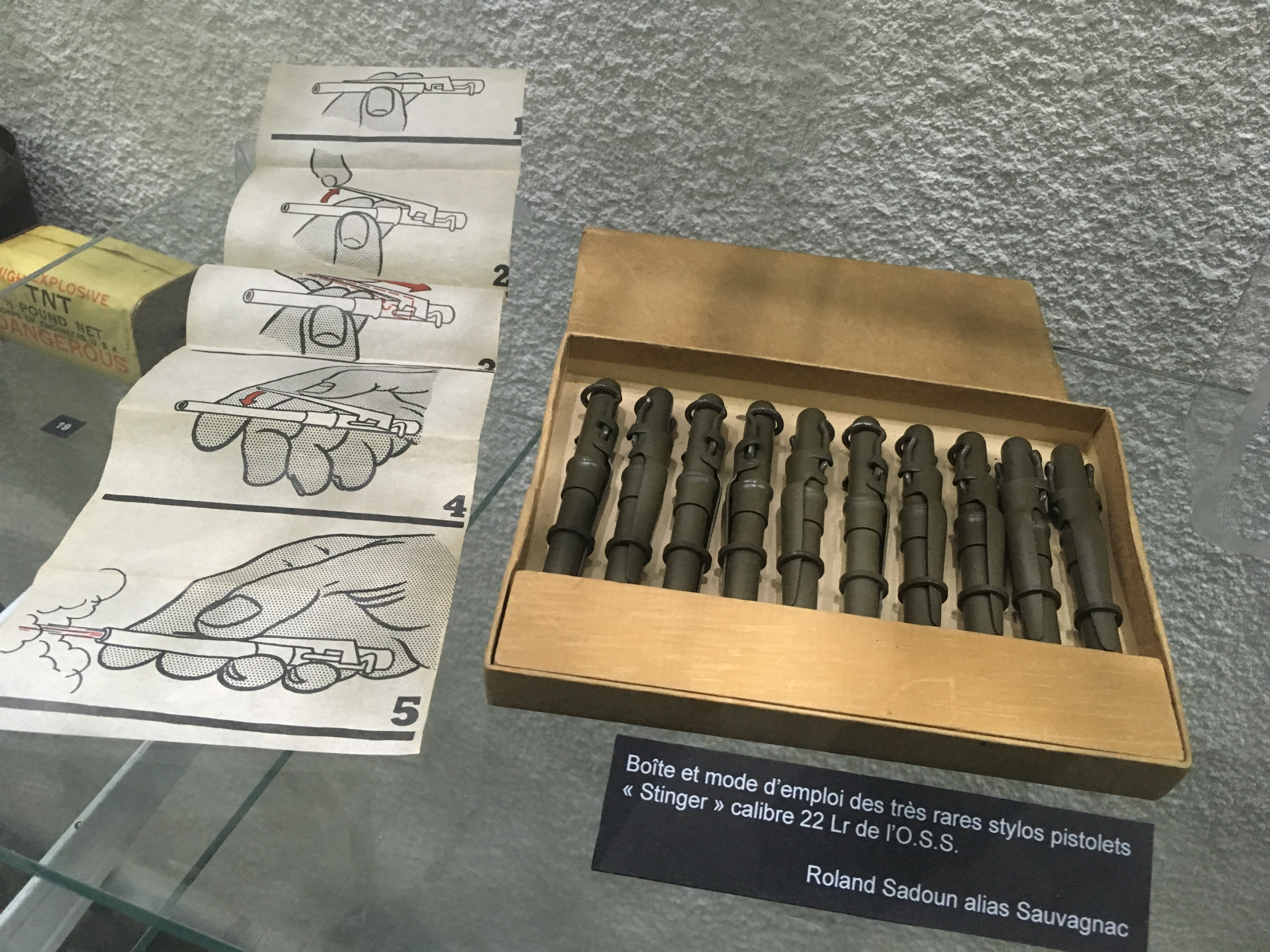
Pistolet Stinger au musée MM Park

## Histoire
L'OSS conçoit cette arme de petite taille pendant la Seconde Guerre mondiale qui fut utilisée par certaines de ses équipes lors du plan Sussex en Normandie, à Paris et durant la bataille d'Alsace,